# Skandalkonzert 1913

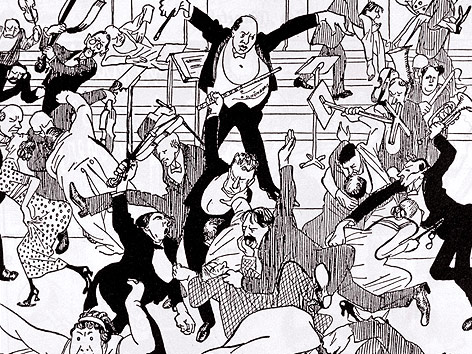
Watschenkonzert, Karikatur in Die Zeit vom 6. April 1913

Das Skandalkonzert von 1913 (auch Watschenkonzert) war ein musikgeschichtlich einzigartiges Ereignis, das am 31. März 1913 im Musikvereinssaal in Wien stattfand.
Es spielte das Orchester des Wiener Concertvereins, der Vorläufer der Wiener Symphoniker, unter der Leitung von Arnold Schönberg. Das Publikum war entsetzt über die neuartige Musik der zeitgenössischen Komponisten, die größtenteils dem Expressionismus und der Zweiten Wiener Schule angehörten. Während des Konzerts kam es zu einem Tumult, sodass es vorzeitig abgebrochen wurde, als die Anhänger Schönbergs diesen gegen seine Gegner verteidigen mussten.
Im Laufe dieser Ausschreitungen soll der Schriftsteller Erhard Buschbeck, damals leitendes Mitglied des „Akademischen Verbandes für Literatur und Musik“, der dieses Konzert veranstaltet hatte, einen die Aufführung störenden Konzertbesucher geohrfeigt haben. Im darauffolgenden gerichtlichen Nachspiel stellte der Operettenkomponist Oscar Straus, der mit Arnold Schönberg seit ihrer gemeinsamen Zeit bei Ernst von Wolzogens Überbrettl verfeindet war, fest: das Klatschen der Ohrfeigen „war noch das Melodiöseste, das man an diesem Abend zu hören bekam“. Angeblich war es Straus selbst, der Schönberg eine Ohrfeige verpasst haben soll.

## Programm
Aufgeführt wurden:
- Anton von Webern: Sechs Stücke für Orchester, op. 6
Dieses Werk erlebte bei diesem Konzert seine Uraufführung, auf dem Programmzettel wurde es als op. 4 bezeichnet.
- Alexander von Zemlinsky: Vier Orchesterlieder nach Gedichten von Maeterlinck aus op. 13, Solistin: Margarete Bum (Uraufführung)
Der Zyklus dieser Orchesterlieder enthält sechs Lieder. Hier wurden Lieder 1–3 und 5 uraufgeführt. Die Lieder 4 und 6 wurden erst 1921 uraufgeführt.
- Arnold Schönberg: Kammersymphonie, op. 9 in einem Satz
Die Kammersymphonie war bereits 1907 uraufgeführt worden und hatte da ihren Skandal, für die Aufführung von 1913 erstellte Schönberg eine Fassung für Orchester mit erweiterten Streichern und Bläsern. Diese Fassung ist nicht mit der Fassung op. 9b identisch, die erst 1935 entstand und uraufgeführt wurde.
- Alban Berg: Zwei Orchesterlieder nach Ansichtskartentexten von Peter Altenberg (aus einem Zyklus), op. 4, Solist: Alfred J. Boruttau (Uraufführung)
Der Zyklus der Altenberg-Lieder besteht aus fünf Liedern; am 31. März 1913 waren nur zwei Lieder (die Nummern 2 und 3) zur Aufführung vorgesehen. Diese Uraufführung war in musikalischer Hinsicht so provokant, dass das Konzert nach dem zweiten Lied wegen der Tumulte abgebrochen werden musste.

Zu der geplanten Aufführung von Gustav Mahlers Kindertotenliedern mit Maria Freund als Solistin kam es nicht mehr.

## Zeitgenössisches Echo
Presseberichte jener Zeit sprechen von tumultartigen Ausschreitungen. Die Anhänger Schönbergs, seine Schüler und Gegner hätten sich gegenseitig angeschrien, beworfen, die Aufführung gestört, das Mobiliar zerstört etc. Mehrmals hätten empörte Konservative aus dem Publikum fluchend die Bühne erklommen, um Arnold Schönberg zu ohrfeigen. Als dieser drohte, man werde mit Hilfe der öffentlichen Gewalt Ordnung schaffen, soll der Tumult erst richtig losgegangen sein.